# L'esorcista III
L'esorcista III (The Exorcist III) è un film horror statunitense del 1990 scritto e diretto da William Peter Blatty. Si tratta del terzo film della saga dell'Esorcista ed è tratto dal romanzo Legion dello stesso Blatty, uscito in Italia col titolo Gemini Killer.
Ambientato quindici anni dopo il film originale, il film si concentra su un personaggio del primo film, il filosofico Tenente William F. Kinderman, che indaga su una serie di brutali delitti avvenuti a Georgetown che sembrano essere stati commessi da "Gemini" un serial killer deceduto. Per il personaggio di Gemini Killer Blatty si è ispirato al Killer dello Zodiaco, il quale, nel gennaio 1974 inviò una lettera al San Francisco Chronicle lodando il film L'esorcista come "la miglior commedia che egli avesse mai visto."
Originariamente il film doveva intitolarsi Legion, ma il titolo venne cambiato in The Exorcist III dallo studio di produzione Morgan Creek Productions a scopi commerciali. Il film stesso fu drasticamente modificato in fase di post-produzione con alcune scene che furono rigirate su imposizione della Morgan Creek Productions, la quale voleva che nel film fosse presente una scena di esorcismo, assente nella sceneggiatura. La versione finale del film è differente dalla versione di Blatty, il quale ha più volte espresso il desiderio di ricreare la sua versione del film; tuttavia ciò è stato impossibile in quanto tutte le scene tagliate sono andate perdute da tempo. Fino a quando, il 25 ottobre del 2016, la Shout Factory non ha pubblicato il doppio-Blu-ray contenente entrambe le versioni del film, benché la Director‘s Cut sia stata dichiarata "presunta", vista l'impossibilità di ricreare la giusta versione nelle intenzioni iniziali del regista.

## Trama
Quindici anni dopo la morte di padre Damien Karras, avvengono strani delitti a sfondo religioso. Il tenente Kinderman, che un tempo fu amico proprio di Karras, indaga. Ogni anno, alla ricorrenza dell'anniversario della morte si trova con un altro prete, padre Joseph Dyer, che fu anch'egli grande amico di Damien. Gli omicidi portano la firma di Gemini Killer, vero nome James Vennamun, in realtà giustiziato esattamente quindici anni prima, il medesimo giorno della morte di padre Karras.
Intanto, in un ospedale psichiatrico, padre Dyer, entratovi per dei controlli, viene assassinato. Qui è ricoverato in isolamento uno strano paziente che asserisce di essere proprio Gemini Killer. Kinderman gli fa visita ma in lui riconosce padre Karras. In realtà, Gemini, divenuto spirito maligno per volontà di un demone chiamato il Maestro, viaggia di corpo in corpo. 
Il tenente, pragmatico ed ateo, dovrà fare i conti con forze sovrannaturali, per quella che si prospetta un'epica battaglia finale. Battaglia che si risolverà col trionfo delle forze del Bene, grazie, ancora una volta, all'intervento di Karras, il cui spirito prenderà il sopravvento sul killer e indicherà al tenente il momento giusto per uccidere il corpo posseduto e così, a colpi di pistola, scacciare il demone ed eliminare l'assassino.

## Produzione

### Sviluppo
Inizialmente William Peter Blatty non aveva alcun desiderio a scrivere un seguito de L'esorcista, ma alla fine decise di scrivere il romanzo Gemini Killer (Legion), avente per protagonista il tenente Kinderman, un personaggio de L'esorcista. Blatty concepì Legion come un film diretto da William Friedkin, già regista de L'esorcista. Nonostante gli incassi quasi fallimentari ottenuti da L'esorcista II - L'eretico, la Warner Bros. voleva realizzare un altro film della serie dell'Esorcista. Blatty disse che "Tutti volevano L'esorcista III... Non avevo ancora scritto la sceneggiatura ma la storia era già presente nella mia testa e Billy [Friedkin] la adorava." Tuttavia, Friedkin abbandonò presto il progetto a causa di opinioni contrastanti tra lui e Blatty sul film.
Il progetto si fermò e Blatty nel frattempo scrisse il romanzo Gemini Killer che, pubblicato nel 1983, divenne subito un bestseller. Blatty decise poi di trasformare il libro in una sceneggiatura. Le compagnie cinematografiche Morgan Creek e Carolco erano entrambe intenzionate a realizzarne un film; Blatty scelse la Morgan Creek dopo che la Carolco suggerì l'idea di inserire nel film il personaggio di Regan MacNeil che dava alla luce due gemelli posseduti. Blatty offrì la regia del film a John Carpenter, il quale amava la sua sceneggiatura. Tuttavia, Carpenter si tirò indietro quando fu chiaro che lo stesso Blatty era intenzionato a dirigere il film. Il contratto con la Morgan Creek prevedeva infatti che il film venisse diretto dallo stesso Blatty e che le riprese si sarebbero svolte a Georgetown. La Carolco avrebbe alla fine realizzato un film parodia de L'esorcista intitolato Riposseduta.

### Casting
Il ruolo del tenente Kinderman non poté essere nuovamente interpretato da Lee J. Cobb, che lo interpretò ne L'esorcista, perché deceduto nel 1976. Il premio oscar George C. Scott ottenne il ruolo dopo essersi dimostrato impressionato dalla sceneggiatura: "È molto più di un film horror... È un vero e proprio dramma con personaggi insoliti e interessanti, ed è proprio questo che lo rende veramente spaventoso."
Molti membri del cast del precedente film di Blatty, La nona configurazione (1980), compaiono ne L'esorcista III; Jason Miller riprende il ruolo di Padre Damien Karras de L'esorcista (accreditato però solo come "Paziente X" nei titoli di coda); Ed Flanders interpreta il ruolo di Padre Dyer precedentemente interpretato da William O'Malley.
Nel film ci sono anche i camei dei giocatori di basketball Patrick Ewing e John Thompson, del modello Fabio, dell'ex-Surgeon General C. Everett Koop, del conduttore televisivo Larry King e di Samuel L. Jackson.
Zohra Lampert, che interpreta la moglie di Kinderman, è famosa per essere stata protagonista nel 1971 di un altro film horror, La morte corre incontro a Jessica.

### Riprese
Con un budget di 11 milioni, il film provvisoriamente intitolato Exorcist: Legion venne girato a Georgetown per otto settimane nel 1989. Riprese interne supplementari vennero girate agli DEG Studios di Wilmington, Carolina del Nord. Blatty completò le riprese del film in tempo e superando di poco il budget. Tuttavia, quattro mesi dopo, la Morgan Creek informò Blatty che doveva essere girato un nuovo finale. Blatty disse che “James Robinson, il proprietario della compagnia ed il suo segretario avevano insistito che nel film ci dovesse essere almeno un esorcismo altrimenti non avrebbe avuto nulla a che fare con L'esorcista” La 20th Century Fox sborsò 4 milioni di dollari per girare la sequenza dell'esorcismo con Nicol Williamson nel ruolo di Padre Morning, un personaggio aggiunto solo al momento nel film. 
Sulla scena d'esorcismo, Blatty disse in seguito, "Va bene, ma è del tutto inutile e cambia il personaggio della piece.” Anche se all'epoca Blatty disse alla stampa che era felice di rigirare il finale del film e di dare culmine alla storia con un esorcismo pieno di effetti speciali, la verità è che lui fu costretto a girare il nuovo finale contro la sua volontà:
“La storia originale che ho venduto [alla Morgan Creek] (e che ho girato) si concludeva con Kinderman che lasciava il Paziente X. Non c'era nessun esorcismo.”
Lavorando al film, Brad Dourif ricorda che "Ci siamo sentiti molto in colpa per questo. Ma Blatty ha cercato di fare del suo meglio in circostanze molto difficili. E ricordo che George C. Scott disse che la gente sarebbe stata soddisfatta solamente se Madonna fosse apparsa per cantare una sua canzone nel finale!" Dourif ritiene che "La versione originale era molto più infernale e mi è piaciuta di più. Allo stato attuale il film è mediocre. Ci sono parti che non hanno ragione di esistere."
Il finale che Blatty fu costretto a girare differisce completamente sia da quello del romanzo che da quello della prima sceneggiatura. Il romanzo termina infatti con Gemini Killer che si lascia morire nella sua cella dopo che l'odiato padre, un evangelista cristiano, muore per un attacco di cuore. Poiché il motivo che lo spingeva ad uccidere era la vergogna di suo padre, con la morte del genitore Gemini non ha più ragioni di restare sulla Terra ed uccide Karras al fine di lasciare il suo corpo ospite. Nella sceneggiatura originale di Blatty, il finale è simile a quello del romanzo ma suggerisce che la morte di Gemini nella sua cella non è autoindotta ma è una conseguenza soprannaturale della morte del padre. Sia nel romanzo che nella prima sceneggiatura, le ragioni per cui Gemini commetteva crimini sono spiegate attraverso una lunga serie di flashback mostranti l'infanzia sua e del fratello e dei difficili rapporti con il loro padre alcolizzato e violento.

## Accoglienza
La prima de L'esorcista III avvenne al MIFED nell'ottobre 1989. Negli Stati Uniti il film uscì in 1.288 cinema il 17 agosto 1990. A differenza dei suoi predecessori, il film venne distribuito dalla 20th Century Fox al posto della Warner Bros. Il film uscì solo un mese prima di Riposseduta, parodia del film L'esorcista, interpretata da Linda Blair e Leslie Nielsen. La Blair disse che L'esorcista III fece di tutto per uscire nei cinema prima di Riposseduta, usando anche una grande campagna pubblicitaria che costrinse la commedia a posticipare di un mese l'uscita nei cinema.

### Critiche
L'esorcista III ricevette inizialmente pareri contrastanti da parte della critica. Il sito Rotten Tomatoes dà al film il 55% di pareri positivi. Il critico cinematografico britannico Mark Kermode ha definito il film "un sobrio ed inquietante chiller che stimola l'adrenalina e l'intelletto" e Vincent Canby, recensore del New York Times ha detto che "L'esorcista III è il migliore e il più divertente film della serie", mentre Ralph Novak di PEOPLE ha dichiarato che "come sceneggiatore e regista William Peter Blatty sembra il gemello buono di David Lynch. È eccentrico, originale, divertente e audace, ma ha anche un senso del gusto, del ritmo e della moderazione. Tutto questo per dire che L'esorcista III è il film horror più intenso e soddisfacente che sia stato mai realizzato." Owen Gleiberman di Entertainment Weekly diede al film una recensione negativa, affermando che "Se L'esorcista II è stato deludente, questo Esorcista III è fatto molto peggio." Curiosamente lo stesso "Entertainment Weekly" anni dopo definì il film come "l'8° film più spaventoso mai realizzato."
Sulla rivista britannica Empire, critico cinematografico Kim Newman sostenne che "Il più grave errore de L'esorcista III è avere una trama che sembra un castello di carte che crolla continuamente." Kevin Thomas del Los Angeles Times ha definito L'esorcista III "un bel film di classe" che "non sempre funziona, ma offre molto di più di altri film meno ambiziosi."

### Box office
L'esorcista III incassò 9.312.219 di dollari nel solo primo weekend e in totale 26.098.824 dollari nel Nord America e 39.024.251 dollari nel resto del mondo. Blatty attribuì la colpa dei bassi incassi ai botteghini al titolo del film (The Exorcist III) imposto dalla Morgan Creek in quanto egli avrebbe voluto che il film si intitolasse The Legion. Durante la lavorazione del film il titolo venne cambiato varie volte, incluso The Exorcist: 1990. La Morgan Creek e la Fox insistettero affinché la parola Exorcist fosse presente nel titolo.
Il produttore Carter DeHaven e Blatty protestarono:
“Li ho pregati quando stavano prendendo in considerazione i titoli di non intitolarlo L'esorcista, perché L'esorcista II era stato un disastro oltre ogni immaginazione. Non si può intitolarlo L'esorcista III perché la gente eviterà di andare a vederlo. Ma non vollero ascoltarmi e lo intitolarono L'esorcista III, poi mi chiamarono quando il film iniziava a non incassare più soldi e mi dissero ‘Il film sta andando male, non ti piacerà, ma la colpa è de L'esorcista II. Non potevo crederci! Si erano completamente dimenticati dei miei avvertimenti!”
In realtà i pochi incassi del film non furono dovuti né al titolo scelto né al poco successo de L'esorcista II, ma ad una serie di altri fattori, tra i quali il fatto che i film horror del periodo erano tutti improntati sullo splatter e lo slasher e un film come L'esorcista III, con il suo orrore ansiogeno e poco sangue, sembrava fuori dal tempo.

### Premi
Nel 1991 il film vinse un Saturn Award dall'Academy of Science Fiction, Fantasy & Horror Films, USA, per la miglior sceneggiatura (William Peter Blatty) e ricevette una nomination per il miglior attore non protagonista (Brad Dourif) e una per il miglior film horror. George C. Scott ricevette una nomination per il Golden Raspberry Award for Worst Actor, ma perse contro Andrew Dice Clay per il film Le avventure di Ford Fairlane.

## Director's cut
Nonostante i suoi dubbi circa le nuove riprese imposte dalla produzione, Blatty è comunque orgoglioso della versione finale de L'esorcista III avendo detto che "È ancora un film superiore. E a mio parere, e scusatemi se dico un'eresia, è ancora più spaventoso de L'esorcista."

## Curiosità
- All'inizio del film è riproposto il celebre tema musicale del primo film, Tubular Bells di Mike Oldfield.
- Sembra che in alcune versioni del film circolanti in Europa sia presente una scena, tolta nella versione USA dopo il ritorno negativo alle screen previews, mostrante il violento omicidio di un prete. Un fotogramma di questa scena, mostrante un prete seduto con la propria testa in mano, è ben visibile in alcune foto pubblicitarie del film diffuse in Francia.[22][23]
- In uno dei trailer del film, si vede una scena in cui un personaggio ha "diverse teste" a causa di un effetto stroboscopico. Tale scena però non è presente nel film.
- Il preside dell'università dichiara nel film che il suo horror preferito è The Fly, rendendo impossibile capire se ci si riferisca al film del 1958 (L'esperimento del dottor K.) o a La mosca del 1986. Nella versione italiana il titolo del film viene tradotto semplicemente La mosca.
- Il film venne citato nel corso del processo al serial killer Jeffrey Dahmer. I detective testimoniarono che Dahmer aveva affermato di identificarsi con il Gemini Killer e aveva mostrato il film in videocassetta ad alcune delle sue vittime prima di ucciderle. L'ultima vittima di Dahmer, Tracy Edwards, che riuscì a fuggire e lo fece arrestare, testimoniò che Dahmer gli aveva fatto vedere una scena del film dove si vede Karras posseduto, e mentre guardava il film si era messo a cantilenare a bassa voce. Dahmer si spinse anche oltre, indossando delle lenti a contatto gialle per assomigliare a Miller/Pazuzu, oltre che a un altro personaggio che ammirava, l'Imperatore Palpatine de Il ritorno dello Jedi.[24][25][26]

## Home video
È stato distribuito negli USA in VHS dalla Morgan Creek, 20th century fox e CBS FOX Video gli stessi loghi sono presenti anche sulla VHS italiana. Negli USA la prima è il director's cut, mentre la versione di Blatty è disponibile solo in 2 dischi Blu-ray insieme alla director's cut. Mentre in Italia nel gennaio 2012 è stato distribuito nel cofanetto 4 grandi film L'esorcista della Warner Bros. (include L'esorcista del 1973 senza audio italiano, L'esorcista II - L'eretico, L'esorcista III e L'esorcista - Versione integrale). Ci fu però un errore di stampa del retro del DVD dove veniva dichiarato che l'audio italiano fosse incluso, cosa però non vera. Esiste un'altra versione pubblicata da Warner Brothers con Morgan Creek nel 2017 in un cofanetto con 3 DVD che include L'Esorcista - Versione Integrale, L'Esorcista II L'Eretico e L'Esorcista III, tutti e tre i film hanno l'audio in italiano.